# Gustavo Colonnetti

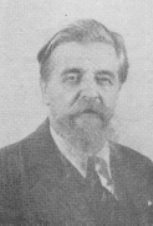
Gustavo Colonnetti

Gustavo Colonnetti (* 8. November 1886 in Turin; † 20. März 1968 ebenda) war ein italienischer Bauingenieur und Ingenieurwissenschaftler für Mechanik.

## Leben
Colonnetti studierte Bauingenieurwesen am Polytechnikum in Turin bei Camillo Guidi mit dem Abschluss 1908 und Mathematik bei Corrado Segre mit dem Abschluss 1911. Er erhielt 1910 die Venia legendi (libera docenza) in Ingenieurwissenschaften und lehrte an der Schiffbau-Schule (Scuola Superiore Navale) in Genua. 1914 wurde er Professor für angewandte Mechanik an der Ingenieursschule in Pisa, deren Direktor er 1918 wurde. 1920 kehrte er als Professor für rationale und höherer Mechanik an das Polytechnikum in Turin zurück, dessen Direktor er 1922 bis 1925 war. 1928 wurde er Nachfolger seines Lehrers Guidi auf dem Lehrstuhl für Bauingenieurwesen und Direktor des Materialprüfungslabors. Er war überzeugter Katholik und floh vor den Faschisten 1941 in die Schweiz, wo er in Lausanne an der dortigen Universität einen Lehrauftrag erhielt und mit anderen emigrierten italienischen Professoren eine Hochschule im Exil eröffnete. In dieser Zeit publizierte er politisch unter dem Pseudonym Etegonon in der Gazzetta ticinese. Nach dem Krieg war er aktiv in der christdemokratischen Partei (Democrazia Cristiana). Er kehrte 1944 nach Turin zurück und lehrte am Polytechnikum bis zu seiner Emeritierung 1962.
1946 gründete Colonetti das metrologische Institut beim nationalen italienischen Forschungsrat, dem er bis 1956 vorstand.
Er ist bekannt für theoretische Arbeiten in der Elastizitätstheorie (Satz von Colonnetti).
Seit 1918 war er korrespondierendes Mitglied der Accademia delle Scienze di Torino, socio nazionale seit 1942. 1936 wurde er Mitglied der Päpstlichen Akademie der Wissenschaften und 1950 korrespondierendes Mitglied der Académie des sciences. Colonnetti war Ehrendoktor in Turin, Lausanne, Lüttich, Poitiers und Toulouse.
1935 gab er ausgewählte Schriften von Carlo Alberto Castigliano heraus.
Zu seinen Schülern in Turin gehörte Franco Levi.

## Schriften
- L’equilibre des corps déformables. Dunod, Paris 1955
- Scienza delle costruzioni. Turin 1941